# Grossman Jet Service
Grossman Jet Service is een Tsjechische chartermaatschappij met thuisbasis op  het Praagse vliegveld Ruzyně.

## Geschiedenis
Grossman Jet Service werd opgericht in 2004 door Grossman AS uit Oostenrijk. De maatschappij voert met name zakelijke chartervluchten uit.

## Vloot
De vloot van Grossman Air Services bestaat uit: (februari 2011)
- 1 Citation CJ2
- 1 Hawker 900XP
- 1 Embraer ERJ-135